# Plagiometriona paleacea
Plagiometriona paleacea  (лат.) — вид жуков щитоносок (Cassidini) из семейства листоедов. 
Эндемик Южной Америки: Бразилия (Rio de Janeiro). Форма тела уплощённая. Растительноядный вид, питается растениями семейства паслёновые (Solanaceae: Solanum swartzianum).